# ČD Cargo

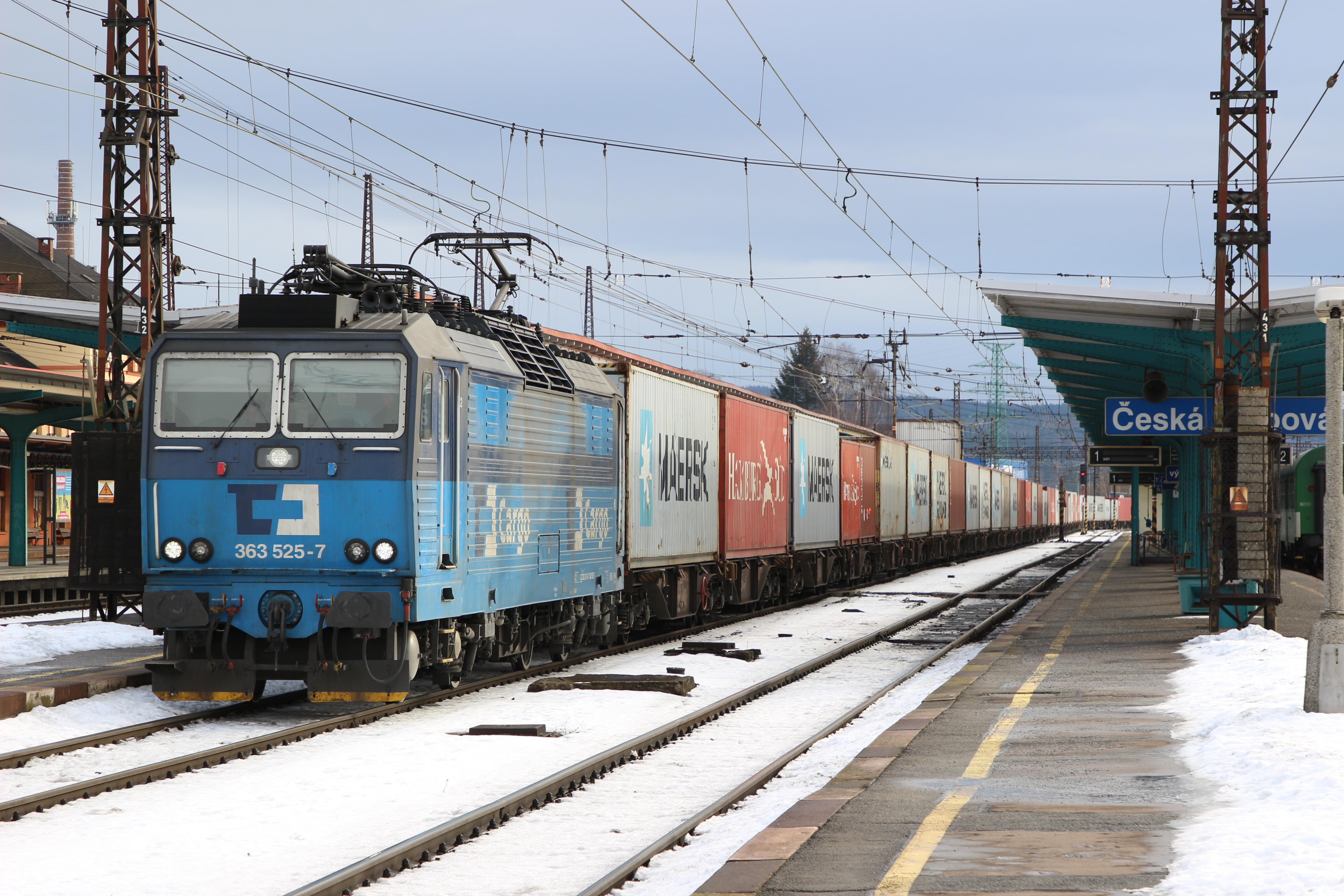
Một đoàn tàu hàng của ČD Cargo tại một nhà ga

ČD Cargo là một công ty con của České dráhy (Đường sắt Séc) chuyên về lĩnh vực vận tải hàng hóa bằng đường sắt của Cộng hòa Séc.

## Thông tin
Công ty có đội ngũ khoảng 7000 nhân viên là người Séc, đây cũng là công ty hàng hóa đường sắt lớn nhất Cộng hòa Séc. Ngoài ra, khối lượng vận chuyển hàng hóa của ČD Cargo là một trong năm nhà cung cấp dịch vụ vận tải lớn trong các quốc gia thành viên Liên minh châu Âu. ČD Cargo có số lượng đầu máy là khoảng 900, bao gồm cả đầu máy điện và đầu máy diesel.

## Lịch sử
ČD Cargo được thành lập vào ngày 1 tháng 12 năm 2007. Trụ sở nằm tại quận quận Praha 7, Praha, Cộng hòa Séc. Công ty này có quyền sở hữu 14 công ty con khác, trong đó, có 5 công ty đều được ČD Cargo quản lý 100%. Ngoài ČD Cargo ở Cộng hòa Séc, công ty còn xuất hiện ở Ba Lan (ČD Cargo Poland), Đức (ČD Cargo Germany), Slovakia (ČD Cargo Slovakia), Hungary (ČD Cargo Hungary), Croatia và Serbia (ČD Cargo Adria).

## ČD Cargo ở các quốc gia khác

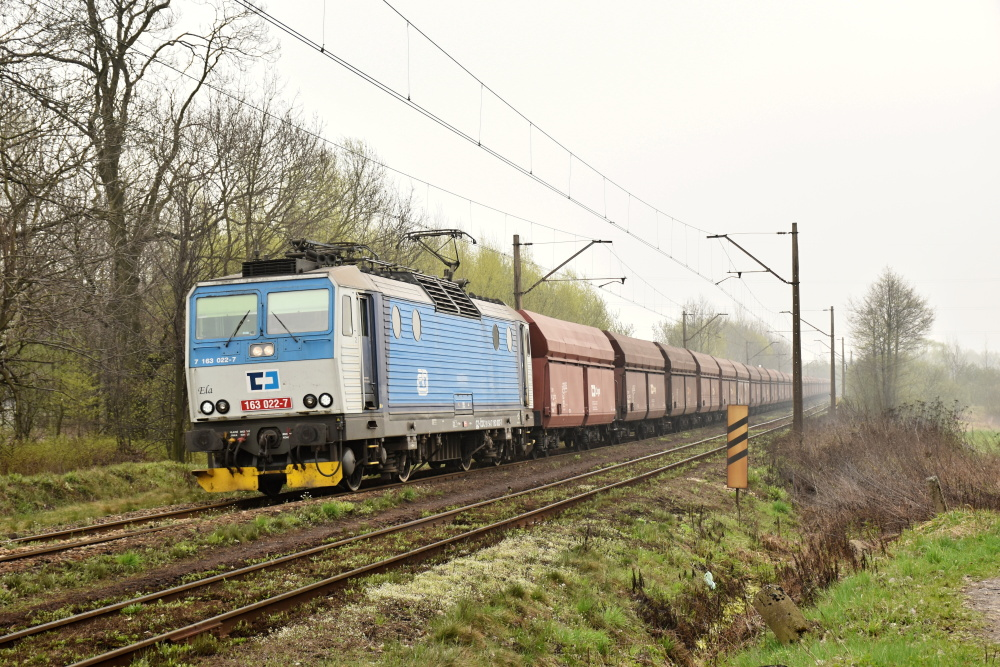
Một đoàn tàu chở hàng hóa của ČD Cargo Ba Lan

### ČD Cargo Poland (ČD Cargo Ba Lan)
ČD Cargo Ba Lan đã được thành lập vào ngày 18 tháng 12 năm 2006 với tên gọi là Koleje Czeskie. Công ty này được sở hữu 100% bởi ČD Cargo. Kể từ 2009, họ đã được cấp phép hoạt động vận tải hàng hóa tại Ba Lan. ČD Cargo Ba Lan hiện nay tập trung vào vận chuyển than từ mỏ Silesian không chỉ đến Cộng hòa Séc mà còn đến các nhà máy của Ba Lan. Họ cũng vận chuyển hàng hóa khác đến Belarus, Trung Quốc và vận chuyển những khoáng sản từ cảng Baltic đến Cộng hòa Séc.

### ČD Cargo Đức

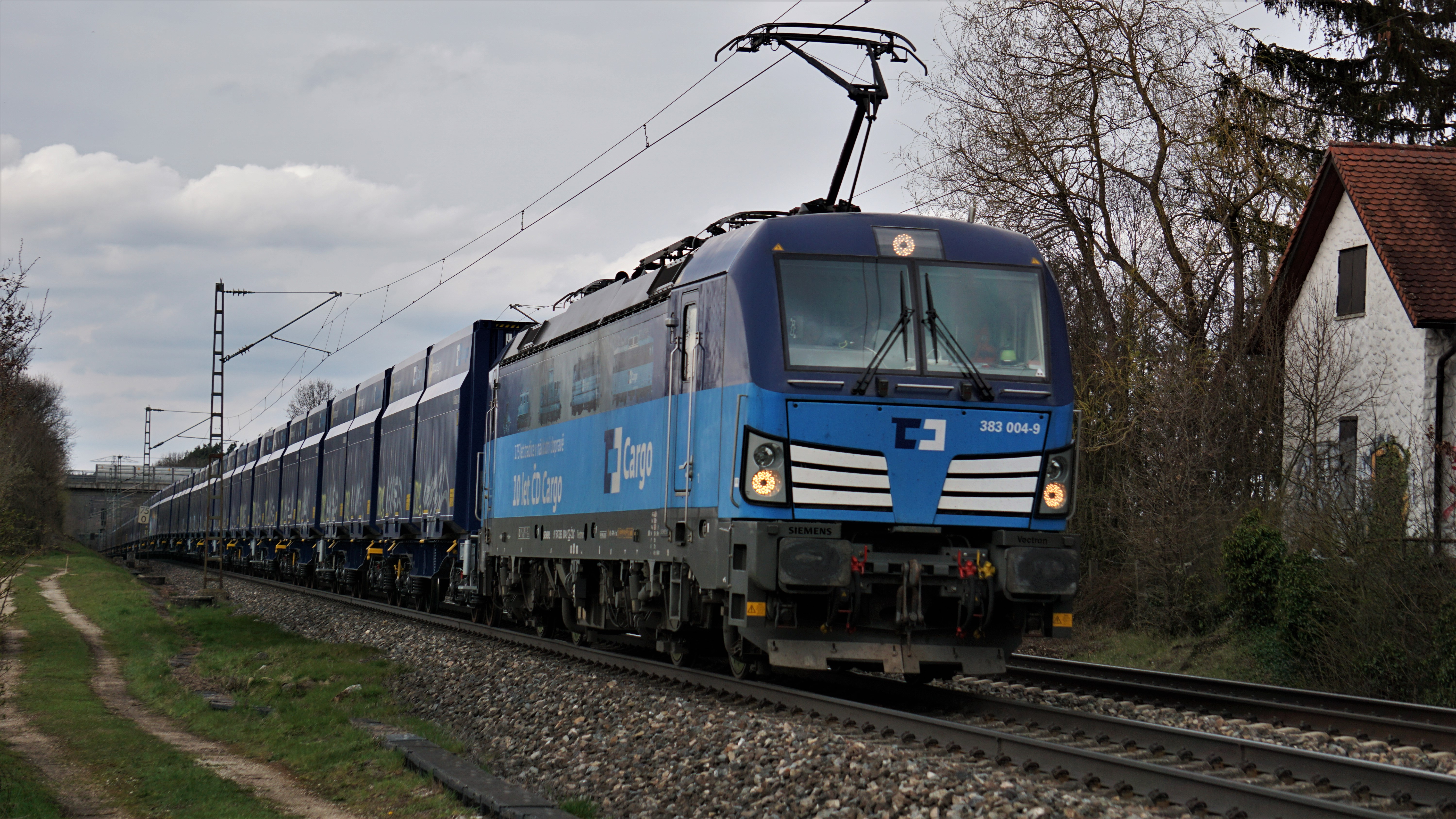
Tàu hàng của ČD Cargo Đức tại Postbauer-Heng

ČD Cargo Đức là một công ty được ČD Cargo sở hữu 100% và nó đã được đăng ký trong Cơ quan Đăng ký Thương mại vào ngày 11 tháng 10, 2004. Từ đó, ČD Cargo Đức đã có nhiều hoạt động kinh doanh, đặc biệt là khu vực Tây Âu. Họ vận chuyển chủ yếu là xe hơi phục vụ nhu cầu cho các nhà sản xuất xe hơi và các chủ sở hữu tư nhân.

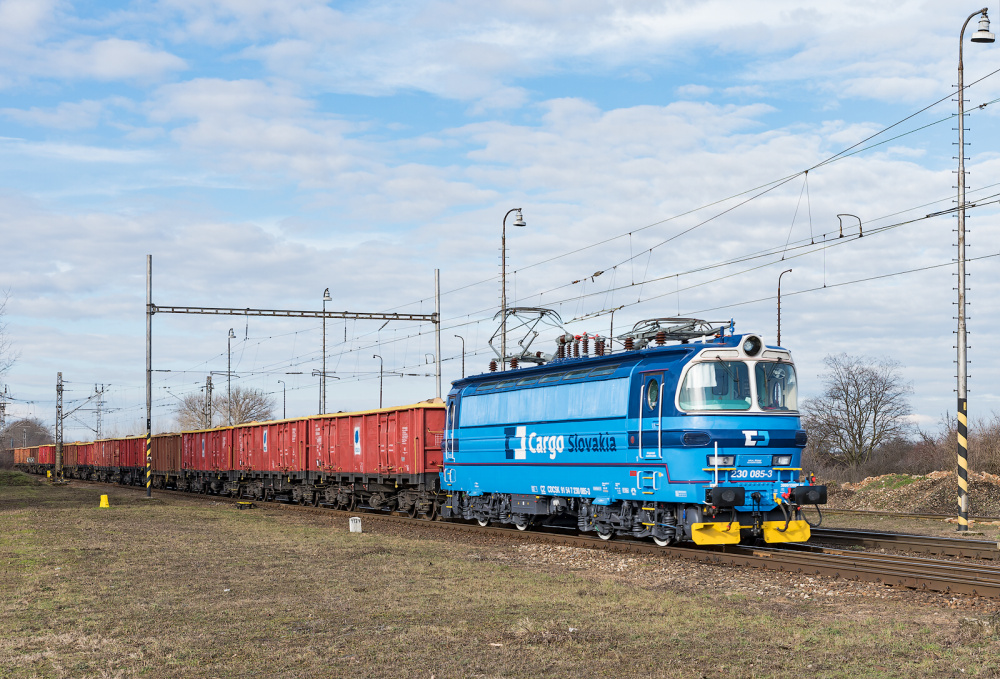
Một đoàn tàu hàng của ČD Cargo Slovakia

### ČD Cargo Slovakia
ČD Cargo Slovakia là một công ty con của ČD Cargo tại Slovakia và sở hữu 100% công ty ČD Cargo Hungary ČD Cargo Slovakia đã đăng ký Cơ quan Đăng ký Thương mại vào ngày 24 tháng 9, 2008. Ban đầu, ČD Cargo Slovakia được xem là đại diện của ČD Cargo tại Slovakia. Sau này, vào tháng 6 năm 2020, ČD Cargo Slovakia là một công ty hàng hóa bằng đường sắt chính ở Slovakia. Đến cuối năm 2020, công ty này đã vận chuyển 180.000 tấn hàng hóa. ČD Cargo Slovakia chủ yếu vận chuyển gỗ đến Hungary và Romania và một vài hàng hóa khác (than, container, xe,...).

### ČD Cargo Hungary
ČD Cargo Hungary là một công ty được sở hữu 100% bởi ČD Cargo Slovakia và đã được đăng ký Cơ quan Đăng ký Thương mại vào tháng 3 năm 2020. Vào tháng 10, họ cũng đã có giấy phép hoạt động giao thông vận tải hàng hóa trên các tuyến đường sắt ở Hungary. Họ chủ yếu vận chuyển gỗ, hóa chất, than, thùng chứa và cả nước khoáng. Đến hai tháng cuối năm 2020, công ty vận chuyển được 50.000 tấn hàng hóa.

### ČD Cargo Adria
ČD Cargo Adria là một công ty được thành lập vào tháng 5 năm 2021 và có trụ sở tại Zagreb, Croatia. ČD Cargo Adria hoạt động ở hai quốc gia là Croatia và Serbia.